# Frans Van Kuyck

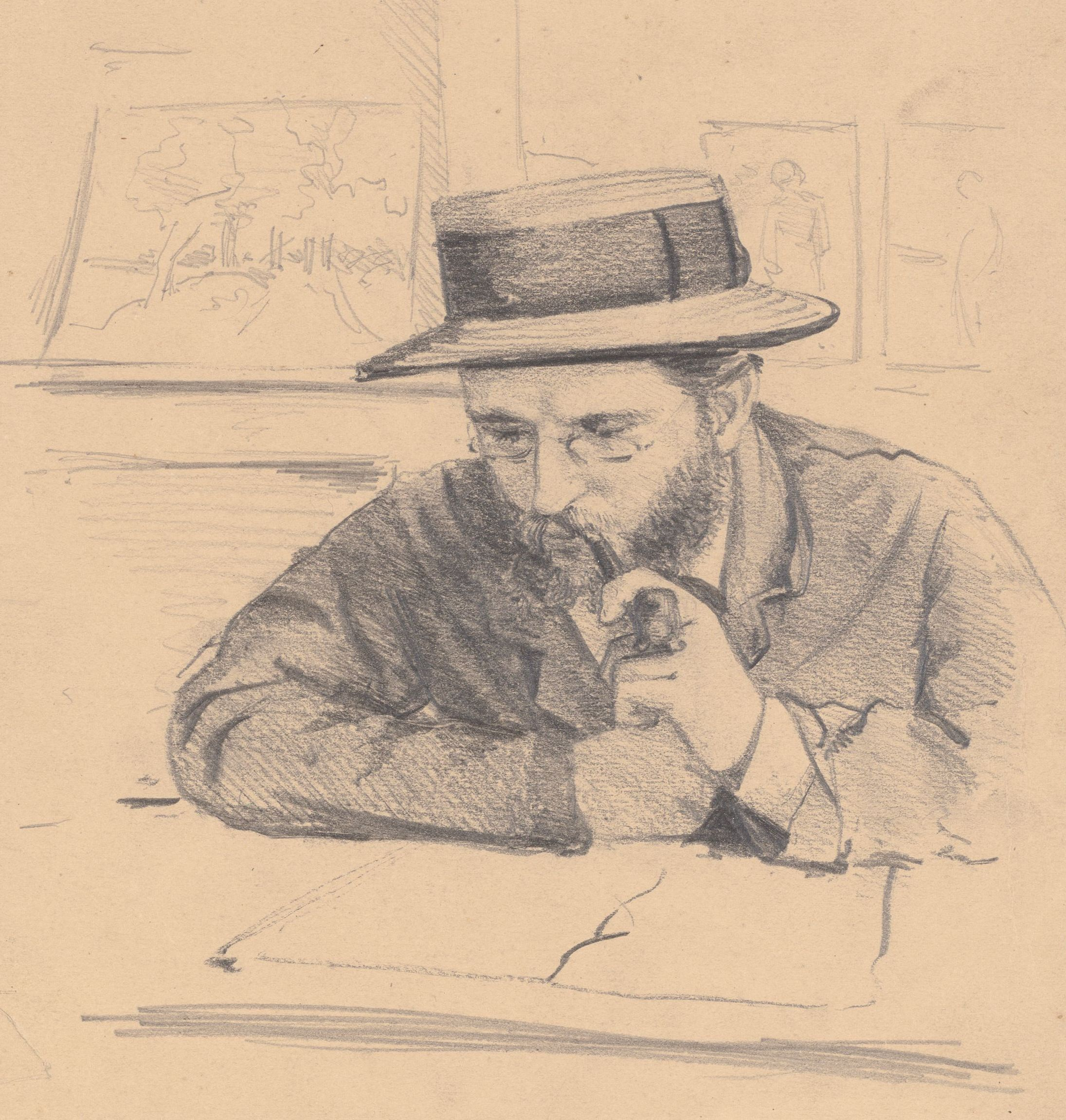
Van Kuyck, Frans (1852-1915); schilder, illustrator en Antwerpse schepen van Schone Kunsten, Brunin, Léon, Felixarchief, 12 9314

Frans Pieter Lodewijk van Kuyck (Antwerpen, 9 juni 1852 - aldaar, 31 mei 1915) was een Antwerps kunstschilder, tekenaar en graficus. Hij werd schepen voor Schone Kunsten van Antwerpen van 1895 tot aan zijn overlijden in 1915. Hij leverde een belangrijke bijdrage aan het behoud van het Antwerps cultureel erfgoed en is bekend voor het invoeren in 1913 van de traditie om Moederdag te vieren op 15 augustus.

## Leven en carrière

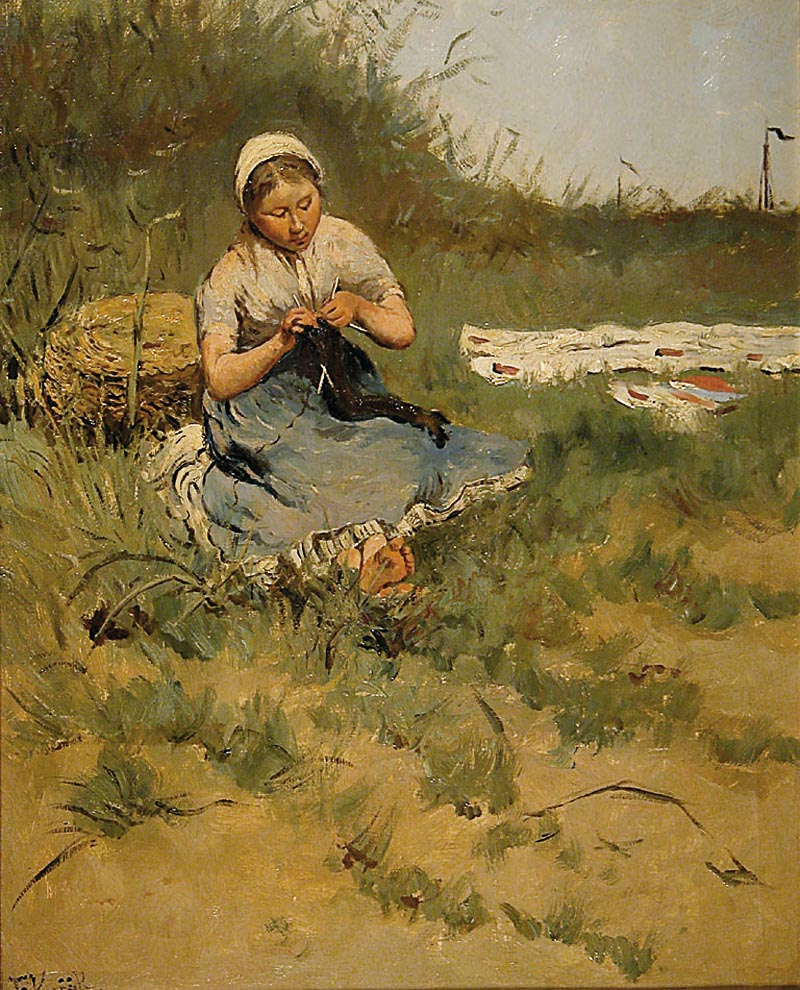
Frans van Kuyck, Breiend meisje, olieverf op doek, 50x40cm

Van Kuyck was afkomstig uit een kunstenaarsfamilie. Vader en grootvader waren zelf ook kunstschilder. Frans was de zoon van de schilder Louis Van Kuyck (1821-1871) en Marie Lamorinière (1829-1899). Zijn zoon Walter van Kuyck en diens zoon (dus kleinzoon) Hugo van Kuyck zijn in Antwerpen bekende architecten.
Hij kreeg privéles van zijn vader, studeerde aan de Antwerpse academie, en kreeg ook privéles van zijn oom Frans Lamorinière. Hij legde zich in hoofdzaak toe op portretten, landschappen (langs de Schelde-oevers, de omgeving van Hoboken en het polderlandschap), genrestukken en decoratieve onderwerpen. Rond 1870 onderging hij enige tijd de invloed van zijn vriend Isidore Meyers, een schilder uit de zogenaamde School van Kalmthout. Maar later opteerde Van Kuyck voor een subtielere weergave van het licht. Hij is ook bekend als etser, grafisch illustrator en ontwerper van affiches. Hij illustreerde eveneens kunstalbums zoals "Oud Antwerpen - Vieil Anvers" (1894) en "Mes Kermesses" van G. Eekhoud.
Op de Wereldtentoonstelling van 1894 (Antwerpen)  werd ook een gedeelte "Oud-Antwerpen" opgericht. Frans Van Kuyck zorgde, samen met o.a. Eugeen Geefs, bouwmeester en docent aan de Antwerpse Academie, voor de uiteindelijke vormgeving en afwerking van deze heropgebouwde 16de-eeuwse stadswijk met ongeveer zeventig bewoonde huizen. Deze prestatie werd met lof overladen in de binnenlandse en buitenlandse pers.
Van Kuyck, als kunstschilder en docent aan de Antwerpse academie  (1895 tot 1915), engageerde zich al vroeg in het culturele en politieke leven van Antwerpen. In 1888 werd hij provincieraadslid voor de liberale Bond der Democratische Vooruitstrevende Verenigingen. Vanaf 1891 zetelde hij in de Antwerpse gemeenteraad. Hij werd schepen voor Schone Kunsten op 16 december 1895. Hij zetelde ook in het bestuur van diverse Antwerpse musea, zoals het Steen, het Vleeshuis, het museum van folklore en het Plantin-Moretusmuseum. Hij was ook voorzitter van het Koninklijk Kunstverbond Antwerpen (Cercle Royal Artistique, Littéraire et Scientifique d'Anvers, opgericht in 1852).
Tijdens zijn beleidsperiode werd de Vlaamse Opera opgericht, en werd het Antwerps stadsbeeld uitgebreid met monumenten voor Peter Benoit, Hendrik Conscience en Jan Van Rijswijck. Op zijn initiatief verwierf de stad het Schoonselhof om er een park met begraafplaats van te maken, en het Nachtegalenpark. Hij was ook de drijvende kracht achter de aankoop en restauratie van het Vleeshuis. Hij liet de gevels restaureren aan de Grote Markt. Van Kuyck lag ook aan de basis van de verbreding en verfraaiing van de Leysstraat in 1898. Aan huisnummer 7 staat een gebeeldhouwde kop van de schepen. 

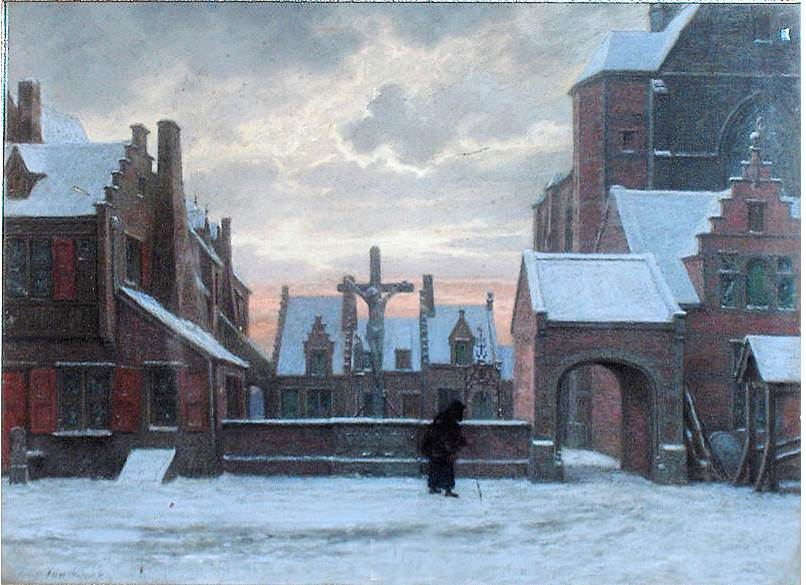
Moeizaam door de sneeuw

Van Kuyck schreef zijn brochure De Dag der moeders in de zomer van 1913 en richtte voor de eerste organisatie ervan het inrichtings- en propaganda Komiteit op.
Van Kuyck werd in 1915 begraven op het Schoonselhof.

## Enkele werken
- Heidelandschap met zakkendraagster. Olieverf op doek.
- Rust op het veld. Olieverf op doek.
- Houtsprokkelaars in de duinen. Doek.

## Musea
- Antwerpen, Koninklijk Museum voor Schone Kunsten.